# Cymbidium dayanum
Cymbidium dayanum позната још као Феникс орхидеја или Стабласта орхидеја, је врста орхидеја из рода Cymbidium и породице Orchidaceae. Природно станиште је од Хималаја до Јапана и Малезије. Нису наведене подврсте у Catalogue of Life.